# قلعه تسوتسوجیگاساکی
قلعه تسوتسوجیگاساکی (به ژاپنی: 躑躅ヶ崎館, Tsutsujigasaki yakata) اقامتگاه مستحکم سه نسل آخر خاندان تاکدا بود که در آن زمان کوفو، یاماناشی، ژاپن واقع شده بود.